# 25 ta life
25 ta Life - американська група з Квінзу, штат Нью-Йорк. Група була створена у 1991.

## Історія
Група була створена Френком Смарра (бас) і Гаррі Мінас (ударні) в Асторії, Квінз, Нью-Йорк, незабаром до них приєдналися Фред Меск (гітара) і разом написали велику частину матеріалу, який був на їх ранніх релізах.
На початку 1992 року до них приєднався Рик та Лайф, який додав лірику до пісень. Гурт грав свій перший повноцінний концерт у Studio 1 в Нью-Джерсі. Після декількох невдалих спроб, щоб додати другого гітариста, Бето приєднався до групи в кінці 1993 року. У січні 1994 року басист і один із засновників Франк Смарра покинув групу за сімейними обставинами і був замінений Воррен Лі. Група продовжувала грати велику кількість шоу в трьох штатах на східному узбережжі. На початку 1996 року група гастролює по Європі, граючи в Італії, Німеччині, Австрії, Бельгії та Польщі. В кінці 1997 Гаррі Мінас покинув групу і був замінений Сет Мейєр. Воррен і Бето залишили гурт в травні 1997 після туру «West Coast tour». E липні 1997 року записали міні-альбом Strength Through Unity: The Spirit Remains.

## Учасники
- Рик та Лайф - вокал
- Езра Ванбускірк - соло-гітара
- Кріс Маннінг - гітара
- Еван Гров - бас
- Піті Паббло - ударні

### Колишні учасники
- Фред Меск - гітара
- Стів Петі - гітара
- Бето - гітара
- Зак Аттак - гітара
- Марк Да Фіст - гітара
- Франк Смарра - бас
- Воррен Лі - бас
- Майк Х. - бас
- Біг Дейв - бас
- Чамли - бас
- Біг Ед - бас
- Гаррі Мінас - ударні
- Сет Мейер -барабани
- Роб Паллотта - ударні
- Метт Брюер - гітара

## Дискографія

### Студійні альбоми
- Friendship Loyalty Commitment (1999)
- Hellbound Misery Torment (2005)
- Strength Integrity Brotherhood (2009)

### Міні-альбоми
- 25 ta Life (1994)
- Keepin' It Real (1995)
- Strength Through Unity: The Spirit Remains (1997)
- Best of Friends and Enemies (2003)
- Fallen Angel (2006)

### Спліт
- Morning Again/25 ta Life (1996) разом з Morning Again
- Make it Work (1996) разом з Skarhead
- Highway to Hellfest (1998) разом з Spazz
- Never Tear Us Apart (1999) разом з Slang
- Hellbound Split (2004) разом з Last Hope
- Cut Throat/25 ta Life (2006) разом з Cut Throat
- 25 ta Life/In Search Of (2006) разом з In Search Of

### Демо
- NYHC Demo (1993)

### Живі альбоми
- Live at Few da Rea (2004)

### Збірки
- N.Y.H.C. Documentary Soundtrack (1996)
- Haterz Be Damned (2004)
- Early Dayz (2006)
- Forever, True, Represent (2008)